# Designação sexual
Designação sexual (às vezes conhecida como designação de género) é a determinação do sexo dum recém-nascido no nascimento. Na maioria dos nascimentos, um parente, obstetriz, enfermeiro ou médico inspeciona a genitália quando o bebé nasce, e o sexo e o género são designados, sem a expetativa de ambiguidade. A designação pode também ser feita anterior ao nascimento por meio de discernimento sexual prenatal.
A designação sexual no nascimento alinha-se habitualmente ao sexo biológico e anatómico duma criança. O número de nascimentos no qual o bebé não se encaixa em definições estritas de macho e fêmea pode chegar a 1,7 %, dos quais 0,5 % são devidos a genitais visivelmente ambíguos. Outras razões incluem cromossomas, gónadas ou hormonas atípicos. Tais condições são coletivamente chamadas de intersexo, e podem complicar a designação sexual. Reforçar designações sexuais através de intervenções cirúrgicas ou hormonais pode violar os direitos humanos do indivíduo.
O ato de designação sexual carrega a expetativa de que a futura identidade de género se desenvolverá em alinhamento com a anatomia física, a designação e a criação. Na maioria dos casos, a designação sexual corresponde à identidade de género da criança. Se a designação sexual e a identidade de gênero não se alinham, a pessoa pode ser transgénero. A designação sexual dum indivíduo intersexo pode também se contradizer com sua futura identidade de género.

## Terminologia
Designação sexual é a determinação do sexo dum bebé ao nascer. Termos que podem estar relacionados a designação sexual são:

Designada(o) homem ao nascer: uma pessoa de qualquer idade e independente do género atual cuja designação sexual foi declarada como «masculina». Por exemplo, quando uma parteira ou médica anuncia, «É um menino!»

Deisgnada(o) mulher ao nascer: uma pessoa de qualquer idade e independente do género atual cuja designação sexual foi declarada como «feminina». Por exemplo, quando uma parteira ou médica anuncia, «É uma menina!»
Intersexo, em humanos e noutros animais, descreve variações nas características sexuais incluindo cromossomas, gónadas, hormonas sexuais ou genitais que, segundo o Escritório do Alto Comissário para os Direitos Humanos das Nações Unidas, «não se encaixam nas típicas noções binárias de corpos masculinos e femininos». Isto pode complicar a designação sexual  dum bebé ao nascer ou levar a uma designação em conflito com algumas definições de sexo biológico.
Pessoas transgénero possuem uma identidade de género, ou expressão de género, que difere de seu sexo designado. Pessoas transgénero são às vezes chamadas «transexuais» se desejam assistência médica para transicionar dum sexo a um outro.
 Redesignação sexual: um programa de tratamento que consiste numa combinação de métodos psicológicos, médicos e cirúrgicos com a intenção de mudar fisicamente o sexo duma pessoa para combinar com sua identidade de género.